# アナスターシャ・ヴィルサラーゼ
アナスターシャ・ダウィドヴナ・アブドゥシェル-ヴィルサラーゼ（グルジア語: ანასტასია დავითის ასული ვირსალაძე、ロシア語: Анастасия Давыдовна Вирсаладзе、1883年11月11日ロシア帝国クタイシ - 1968年9月5日グルジア・ソビエト社会主義共和国（現ジョージア）トビリシ）はジョージアのピアニストで教育者。長年トビリシ音楽院に奉職し後進を指導した。ピアニストのエリソ・ヴィルサラーゼ (ジョージア出身) は孫娘。
氏名のローマ字翻字は Anastassija Dawydowna Wirsaladse (ドイツ語)、Anastasia Davidovna Virsaladze (英語)。

## 経歴
子供の頃からピアノ演奏家を志したアナスターシャ・ヴィルサラーゼは、サンクトペテルブルクでアンナ・エシポワに師事、ピアノ教師の道に進む。ジョージア随一のピアノ教育機関創設者の一人でもあり、そのトビリシ音楽院には1921年から指導者として加わる。1929年に教授を拝命、1932年以降はピアノ部門の責任者を務める。この学校には1921年から1946年まで25年間在籍した。 
ピアニスト審査の立場から、全労働組合ピアノコンクールの審査員を務める（第2回1935年、第3回1937年）。自身の孫娘エリソ・ヴィルサラーゼとは、8歳のときからピアノをいっしょに弾いていたという。 
ヴィルサラーゼのトビリシ音楽院時代の教え子にドミトリー・アレクサンドロビチ・バシキーロフ、レフ・ヴァセンコ Lev Vassenko（ドイツ語） 、ダヴィド・トラセ Dawid Toradse（ドイツ語）ほかがある。洗練された感性と高度な音楽文化を誇るトビリシ音楽院にあって、ヴィルサラーゼは校是を象徴する存在であった。 
著書で演奏法を系統的に紹介し、師匠のアンナ・ニコライェヴナ・エシポワの回想録も手掛けた。
孫のエリソ・ヴィルサラーゼは取材を受けると、ピアニストとしての祖母を次のように語った。「ただし、子供時代はおそらく適切な指導を受けなかったと見えて、祖母は常に手を傷めていたというが、サンクトペテルブルクで学んだことをきっかけに、当時としては輝かしい職歴を辿る。アメリカでデビューしたロシア人ピアニストの草分けと考えられ、現地で出会った作曲家との縁で演奏会を重ねていく。それでも今日の認識ではご存じのように、祖母はコンサート・ピアニストとは見なされていない。」 

## 著書
- アナスタシア・ヴィルサラーゼ『ソビエトジョージアにおける音楽教育-歴史』、Toradze、Gulbat Grigorievich（編）。トビリシ：ヘロブネバ、1985年。全139ページ。

## 受賞・受章
トビリシの芸術学校はアナスターシャ・ヴィルサラーゼの名前を冠している。 
- グルジアソビエト共和国（当時）「名誉芸術家」章（1942年）
- レーニン勲章（1953年）
- 「労働党赤い旗」章（1958年）
- グルジアソビエト共和国「人民芸術家」章（1960年）